# Nick Cave and the Bad Seeds
Nick Cave and the Bad Seeds is een internationale rockband rond zanger en pianist Nick Cave.

## Geschiedenis
De band ontstond in 1984 toen twee leden van de toen net ontbonden Australische band The Birthday Party, Nick Cave en Mick Harvey, gezelschap kregen van Blixa Bargeld uit Einstürzende Neubauten (gitaar), Hugo Race (gitaar) en Barry Adamson uit Magazine (bas, piano). In deze samenstelling namen zij hun debuutalbum From Her To Eternity op. Tijdens hun eerste Australische tournee speelde ook bassist Tracy Pew van The Birthday Party mee.
Sindsdien wijzigde de bezetting regelmatig. Na het verlaten van de band door Harvey in januari 2009, is Cave de enige constante in de groep. The good son uit 1990 laat een nieuwe koers horen: het maniakale is er een stuk af, er staan meer 'liedjes' op en Nick ontpopt zich meer en meer als een crooner, zonder de bezieling uit het oog te verliezen.
De band scheerde commercieel gezien hoge toppen met het album Murder Ballads uit 1996. Zoals de titel doet vermoeden is dit een album met liedjes over moord. De single Where the Wild Roses Grow (een duet van Cave met Kylie Minogue) werd een wereldwijde hit. Op het album werkte ook Anita Lane mee, de ex-vriendin van Cave.
Het daaropvolgende album The Boatman's Call uit 1997 was eveneens een groot artistiek en (naar Caves standaarden) commercieel succes. Veel nummers op dit album stonden in het teken van zijn op de klippen gelopen relatie met PJ Harvey.
In maart 2008 verscheen het album: Dig, Lazarus, Dig!!! Ter promotie van dit nieuwe album gaven Nick Cave and the Bad Seeds een concert in de Heineken Music Hall in Amsterdam. Net als het vorige album Abattoir Blues/The Lyre of Orpheus is ook deze cd geproduceerd door Nick Launay.
De band heeft door de jaren heen een fanatieke aanhang opgebouwd, vooral in Europa en Australië.
Nick Cave verwijst in zijn teksten soms naar de zwerftochten van Odysseus.

## Discografie

### Albums
| Album met eventuele hitnotering(en) in de Nederlandse Album Top 100 | Datum van verschijnen | Datum van binnenkomst | Hoogste positie | Aantal weken | Opmerkingen     |
| ------------------------------------------------------------------- | --------------------- | --------------------- | --------------- | ------------ | --------------- |
| From Her to Eternity                                                | 1984                  | -                     |                 |              |                 |
| The Firstborn Is Dead                                               | 1985                  | -                     |                 |              |                 |
| Kicking Against the Pricks                                          | 1986                  | 30-08-1986            | 30              | 7            |                 |
| Your Funeral, my Trial                                              | 1986                  | 22-11-1986            | 42              | 4            |                 |
| Tender Prey                                                         | 1988                  | 01-10-1988            | 77              | 6            |                 |
| The Good Son                                                        | 1990                  | 28-04-1990            | 45              | 9            | als Nick Cave   |
| Henry's Dream                                                       | 1992                  | 16-05-1992            | 59              | 8            |                 |
| Live Seeds                                                          | 1993                  | 25-09-1993            | 72              | 4            | als Nick Cave   |
| Let love in                                                         | 1994                  | -                     |                 |              |                 |
| Murder Ballads                                                      | 1996                  | 17-02-1996            | 25              | 13           |                 |
| The Boatman's Call                                                  | 1997                  | 15-03-1997            | 32              | 12           |                 |
| The Best of Nick Cave and the Bad Seeds                             | 1998                  | 06-05-1998            | 59              | 5            | Verzamelalbum   |
| No More Shall We Part                                               | 2001                  | 07-04-2001            | 23              | 8            |                 |
| Nocturama                                                           | 2003                  | 15-02-2003            | 14              | 8            |                 |
| Abattoir Blues / The Lyre of Orpheus                                | 2004                  | 18-09-2004            | 7               | 19           |                 |
| B-sides & Rarities                                                  | 2005                  | 02-04-2005            | 67              | 2            |                 |
| The Abattoir Blues Tour                                             | 2007                  | -                     | -               | -            | 2 dvd's & 2 cd' |
| Dig, Lazarus, Dig!!!                                                | 03-03-2008            | 08-03-2008            | 10              | 10           |                 |
| Push the Sky Away                                                   | 2013                  | 23-02-2013            | 1(1wk)          | 34           |                 |
| Skeleton Tree                                                       | 2016                  | 17-09-2016            | 2               | 20           |                 |
| Ghosteen                                                            | 2019                  | 12-10-2019            | 4               | 12           |                 |
| Wild God                                                            | 2024                  | 07-09-2024            | 1 (1wk)         | 6            |                 |

| Album met hitnotering(en) in de Vlaamse Ultratop 200 albums | Datum van verschijnen | Datum van binnenkomst | Hoogste positie | Aantal weken | Opmerkingen   |
| ----------------------------------------------------------- | --------------------- | --------------------- | --------------- | ------------ | ------------- |
| Murder Ballads                                              | 1996                  | 17-02-1996            | 5               | 10           |               |
| The Boatman's Call                                          | 1997                  | 15-03-1997            | 4               | 16           |               |
| The Best of Nick Cave & the Bad Seeds                       | 1998                  | 23-05-1998            | 5               | 17           | Verzamelalbum |
| No More Shall We Part                                       | 2001                  | 07-04-2001            | 4               | 12           |               |
| Nocturama                                                   | 2003                  | 08-02-2003            | 1(1wk)          | 7            |               |
| Abattoir Blues / The Lyre of Orpheus                        | 2004                  | 25-09-2004            | 4               | 33           |               |
| B-sides & Rarities                                          | 2005                  | 02-04-2005            | 11              | 12           |               |
| Dig, Lazarus, Dig!!!                                        | 03-03-2008            | 08-03-2008            | 1(3wk)          | 15           |               |
| Push the Sky Away                                           | 2013                  | 23-02-2013            | 1(2wk)          | 75           |               |
| Skeleton Tree                                               | 2016                  | -                     | -               | -            |               |
| Ghosteen                                                    | 2019                  | -                     | -               | -            |               |
| Wild God                                                    | 2024                  | -                     | -               | -            |               |

### Singles
| Single met eventuele hitnotering(en) in de Nederlandse Top 40 | Datum van verschijnen | Datum van binnenkomst | Hoogste positie | Aantal weken | Opmerkingen                                        |
| ------------------------------------------------------------- | --------------------- | --------------------- | --------------- | ------------ | -------------------------------------------------- |
| Where the wild roses grow                                     | 1995                  | 28-10-1995            | 9               | 8            | met Kylie Minogue / #9 in de Mega Top 50 / Megahit |
| We no who U R                                                 | 2013                  | -                     | -               | -            | Nr. 85 in de Single Top 100                        |

| Single met hitnotering(en) in de Vlaamse Ultratop 50 | Datum van verschijnen | Datum van binnenkomst | Hoogste positie | Aantal weken | Opmerkingen       |
| ---------------------------------------------------- | --------------------- | --------------------- | --------------- | ------------ | ----------------- |
| Do you love me?                                      | 1994                  | 04-06-1994            | 44              | 2            |                   |
| Where the wild roses grow                            | 1995                  | 21-10-1995            | 3               | 18           | met Kylie Minogue |
| Dig!!! Lazarus dig!!!                                | 2008                  | 22-03-2008            | 22              | 2            |                   |
| We no who U R                                        | 2012                  | 15-12-2012            | tip22           | -            |                   |
| Jubilee street                                       | 2013                  | 23-02-2013            | tip68           | -            |                   |

(Are You) The One That I've Been Waiting For uit 1997 haalde geen notering.

### NPO Radio 2 Top 2000
| Nummers met noteringen in de NPO Radio 2 Top 2000 | '16 | '17 | '18 | '19 | '20 | '21 | '22  | '23  | '24  |
| ------------------------------------------------- | --- | --- | --- | --- | --- | --- | ---- | ---- | ---- |
| Into My Arms                                      | 819 | 630 | 575 | 417 | 382 | 167 | 180  | 176  | 129  |
| Red Right Hand                                    | -   | -   | -   | -   | -   | -   | 1483 | 1529 | 1098 |

1. ↑  Een '-' betekent dat het nummer niet was genoteerd en een vetgedrukt getal geeft de hoogste notering van een nummer aan.
2. ↑  2016 was het eerste jaar met een notering voor Nick Cave and the Bad Seeds.

### Dvd
- 2003: God Is In The House
- 2004: The Videos
- 2005: The Road To God Knows Where / Live At The Paradiso
- 2007: The Abattoir Blues Tour
- 2014: 20,000 Days on Earth
- 2016: One More Time with Feeling

### Dvd's
| Dvd's met hitnoteringen in de Nederlandse Music Top 30 | Datum van verschijnen | Datum van binnenkomst | Hoogste& positie | Aantal weken | Opmerkingen |
| ------------------------------------------------------ | --------------------- | --------------------- | ---------------- | ------------ | ----------- |
| The abattoir blues tour                                | 2007                  | 17-02-2007            | 24               | 1            |             |

## Meest recente bezetting
- Nick Cave
- Thomas Wydler
- Martyn P. Casey
- Conway Savage
- Jim Sclavunos
- Warren Ellis
- George Vjestica